# عبد الله ياكيني
عبد الله ياكيني (بالإنجليزية: Abdul-Yakuni Iddi)‏ (25 يونيو 1986 في غانا - ) هو لاعب كرة قدم غاني في مركز الوسط. لعب مع آود هيفرلي لوفين وفاينورد وكيه في ميخيلين.

## وصلات خارجية
- عبد الله ياكيني على موقع قاعدة بيانات كرة القدم.إي يو (الإنجليزية)
- عبد الله ياكيني على موقع Soccerway.com (الإنجليزية)